# ويلهلم كوخ
ويلهلم كوخ (بالألمانية: Wilhelm Koch)‏ (و. 1877 – 1950 م) هو سياسي ألماني، توفي عن عمر يناهز 73 عاماً.

## مناصب
تولى منصب عضو مجلس النواب الألماني للجمهورية فايمار
.